# 1959 ve filmu

## Události
- Jan Drda napsal scénář k filmu Dařbuján a Pandrhola.

## Nejvýdělečnější filmy roku
| Pořadí | Název                         | Země | Tržba (v dolarech) |
| ------ | ----------------------------- | ---- | ------------------ |
| 1.     | Ben-Hur                       | USA  | 73 000 000         |
| 2.     | Šípková Růženka               | USA  | 51 600 000         |
| 3.     | Někdo to rád horké            | USA  | 25 000 000         |
| 4.     | Na sever severozápadní linkou | USA  | 13 300 000         |
| 5.     | Rio Bravo                     | USA  | 5 800 000          |

## Ocenění

### Oscar
Nejlepší film: Ben-Hur
Nejlepší režie: William Wyler - Ben-Hur
Nejlepší mužský herecký výkon: Charlton Heston - Ben-Hur
Nejlepší ženský herecký výkon: Simone Signoret - Místo nahoře
Nejlepší mužský herecký výkon ve vedlejší roli: Hugh Griffith - Ben-Hur
Nejlepší ženský herecký výkon ve vedlejší roli: Shelley Winters - Deník Anne Frankové
Nejlepší cizojazyčný film: Černý Orfeus (Orfeu Negro), režie Marcel Camus, Brazílie / Francie / Itálie

### Zlatý Glóbus
Drama
Nejlepší film: Ben-Hur
Nejlepší herec: Anthony Franciosa - Career
Nejlepší herečka: Elizabeth Taylor - Suddenly, Last Summer
Muzikál nebo komedie
Nejlepší film: Někdo to rád horké a Porgy and Bess
Nejlepší herec: Jack Lemmon - Někdo to rád horké
Nejlepší herečka: Marilyn Monroe - Někdo to rád horké
Jiné
Nejlepší režie: William Wyler - Ben-Hur

## Narozeniny
- 22. leden - Linda Blair, americká herečka
- 22. únor - Kyle MacLachlan, americký herec
- 18. březen - Luc Besson, francouzský režisér
  - - Irene Cara, americká herečka a zpěvačka
- 22. březen - Matthew Modine, americký herec
- 15. duben - Emma Thompson, britská herečka
- 17. duben - Sean Bean, anglický herec
- 11. červen - Hugh Laurie, britský herec
- 26. červenec - Kevin Spacey, americký herec
- 29. červenec - Sanjay Dutt, indický herec
- 10. srpen - Rosanna Arquette, americká herečka
- 21. říjen - Ken Watanabe, japonský herec
- 14. listopad - Paul McGann, britský herec
- 19. listopad - Allison Janney, americká herečka
- 29. prosinec - Patricia Clarkson, americká herečka
- 31. prosinec - Val Kilmer, americký herec

## Úmrtí
- 21. leden - Cecil B. DeMille, americký režisér a producent
- 1. únor - Madame Sul-Te-Wan, herečka
- 5. únor - Gwili Andre, herečka
- 4. únor - Una O'Connor, americká herečka
- 3. březen - Lou Costello, komik a herec
- 16. červen - George Reeves, herec (nejlépe známý jeho rolí jako Superman)
- 18. červen - Ethel Barrymore, herečka
- 6. srpen - Preston Sturges, americký režisér
- 14. říjen - Errol Flynn, americký herec
- 23. říjen - Gerda Lundequist, herečka
- 20. listopad - Sylvia Lopez, evropská herečka
- 25. listopad - Gérard Philipe, francouzský herec

## Filmové debuty
- Mia Farrow
- Liv Ullmann